# Jean-Paul van Poppel
Jean-Paul van Poppel (Arnhem, 30 settembre 1962) è un dirigente sportivo ed ex ciclista su strada olandese.
Professionista dal 1985 al 1995, vinse nove tappe al Tour de France, quattro al Giro d'Italia e nove alla Vuelta a España. Dopo il ritiro dalle competizioni è stato direttore sportivo per squadre professionistiche femminili e maschili.

## Carriera
Da dilettante nel 1984 partecipò alla gara in linea dei Giochi olimpici di Los Angeles, giungendo 44º a 22'20" dal vincitore. Passato professionista nel 1985 con il team Skala, nelle stagioni successive vestì anche le divise di Superconfex-Yoko, Panasonic, PDM-Concorde, Festina-Lotus e Le Groupement.
In undici stagioni da pro si aggiudicò sprint di gruppo in tutti i grandi giri: in totale vinse nove tappe al Tour de France, di cui quattro nel 1988, quattro al Giro d'Italia e nove alla Vuelta a España. Al Tour de France 1987 si aggiudicò anche la maglia verde della classifica a punti. Vinse anche due Scheldeprijs e un'Étoile de Bessèges a tappe.

## Dopo il ritiro
Dopo la fine della carriera da ciclista, nel 1995, iniziò l'attività da direttore sportivo e manager per formazioni professionistiche femminili, tra cui Acca Due O, Team Flexpoint e Cervélo TestTeam. Dal 2011 al 2013 fu anche direttore sportivo per il team World Tour maschile Vacansoleil-DCM. Dal 2015 al 2019 è stato quindi direttore sportivo del team Professional Roompot.
È stato sposato con Leontien van der Lienden, da cui ha avuto due figli, Boy van Poppel (nato nel 1988) e Danny van Poppel (1993), entrambi divenuti ciclisti professionisti, e una figlia, Kim van Poppel (1990). Successivamente ha sposato Mirjam Melchers.

## Palmarès
- 1984 (dilettanti)

Omloop der Kempen
- 1985 (Skala, quattro vittorie)

6ª tappa, 1ª semitappa Post Danmark Rundt (Copenaghen > Copenaghen)
3ª tappa, 1ª semitappa Giro del Belgio (Chapelle les Herlaimont > Rochefort)
1ª tappa Tour de Picardie (Creil > Noyon)
5ª tappa Tour de l'Avenir
- 1986 (Skala, sei vittorie)

5ª tappa Giro dei Paesi Bassi (Sittard > Gulpen)
5ª tappa, 1ª semitappa Giro di Danimarca
4ª tappa Tirreno-Adriatico (Civitanova Marche > Ascoli Piceno)
2ª tappa Giro d'Italia (Sciacca > Catania)
13ª tappa Giro d'Italia (Siena > Sarzana)
Grote Scheldeprijs
- 1987 (Superconfex, undici vittorie)

3ª tappa Giro di Danimarca
5ª tappa Postgirot Open
6ª tappa Postgirot Open
7ª tappa Postgirot Open
1ª tappa Quatre Jours de Dunkerque (Dunkerque)
5ª tappa Quatre Jours de Dunkerque (Dunkerque)
1ª tappa Vuelta a Aragón
6ª tappa Tour de France (Troyes > Épinay-sous-Sénart)
15ª tappa Tour de France (Millau > Avignone)
3ª tappa Giro dei Paesi Bassi (Almelo > Groninga)
Ronde van Midden-Zeeland
- 1988 (Superconfex, dieci vittorie)

6ª tappa Herald Sun Tour
7ª tappa Herald Sun Tour
9ª tappa Herald Sun Tour
2ª tappa Tour de l'Oise
2ª tappa Postgirot Open (Jönköping >Kungsbacka)
Grote Scheldeprijs
2ª tappa Tour de France (Nantes > Le Mans)
9ª tappa Tour de France (Belfort > Besançon)
15ª tappa, 2ª semitappa Tour de France (Pau > Bordeaux)
20ª tappa Tour de France (Nemours > Parigi/Champs Elysées)
- 1989 (Panasonic, sette vittorie)

2ª tappa, 1ª semitappa Giro dei Paesi Bassi (Dordrecht > Huizen)
3ª tappa Giro dei Paesi Bassi (Huizen > (Raalte)
Veenendaal-Veenendaal
4ª tappa Quatre Jours de Dunkerque (Dunkerque)
1ª tappa Giro d'Italia (Taormina > Catania)
15ª tappa, 1ª semitappa Giro d'Italia (Corvara in Badia > Trento)
3ª tappa Volta Ciclista a Catalunya (El Vendrell > Tàrrega)
- 1990 (Panasonic, due vittorie)

3ª tappa Quatre Jours de Dunkerque
6ª tappa Quatre Jours de Dunkerque
- 1991 (PDM, dieci vittorie)

5ª tappa Parigi-Nizza (Dieulefit > Marsiglia)
3ª tappa Vuelta a Aragón
5ª tappa Vuelta a Aragón
6ª tappa Vuelta a Aragón
3ª tappa Critérium du Dauphiné Libéré (Cluses > Vienne)
6ª tappa Tour de France (Le Havre > Argentan)
6ª tappa Vuelta a España (Albacete > Valencia)
9ª tappa Vuelta a España (San Cugat > Lloret de Mar)
13ª tappa Vuelta a España (Benasque > Saragozza)
21ª tappa Vuelta a España (Collado Villalba > Madrid)
- 1992 (PDM, sette vittorie)

3ª tappa Vuelta a España (Jerez de la Frontera > Cordova)
5ª tappa Vuelta a España (Albacete > Gandia)
Tour des Pyrénées méditerranéennes
6ª tappa Tour Méditerranéen (Six Fours > Marsiglia)
1ª tappa Vuelta a Murcia (Molina de Segura)
6ª tappa Vuelta a Murcia (Murcia)
10ª tappa Tour de France (Lussemburgo > Strasburgo)
- 1993 (Festina, otto vittorie)

4ª tappa Route du Sud
1ª tappa Étoile de Bessèges (Les Fumades)
4ª tappa Étoile de Bessèges (Vergèze)
1ª tappa Vuelta a Murcia (Jumilla)
1ª tappa, 1ª semitappa Vuelta a Aragón (Illueca)
4ª tappa Vuelta a España (La Gudina > Salamanca)
8ª tappa Vuelta a España (Aranjuez > Albacete)
3ª tappa Volta Ciclista a Catalunya (L'Hospitalet de Llobregat > Salou)
- 1994 (Festina, cinque vittorie)

1ª tappa Étoile de Bessèges (Aigues Mortes)
Classifica generale Étoile de Bessèges
9ª tappa Vuelta a España (Benidorm > Valencia)
4ª tappa, 1ª semitappa Grand Prix du Midi Libre (Le Vigan)
2ª tappa Tour de France (Roubaix > Boulogne-sur-Mer)

### Altri successi
- 1985 (Skala)

Eindhoven (Criterium)
- 1986 (Skala)

Bergen-op-Zoom (Criterium)
Hengelo (Criterium)
Hoevelaken (Criterium)
- 1987 (Superconfex)

Classifica a punti Tour de France
Regenboogkoers (Criterium)
Panningen (Criterium)
Steenwijk (Criterium)
Tilburg (Criterium)
- 1988 (Superconfex)

Aalsmeer (Criterium)
Amersfoort (Criterium)
Leiden (Criterium)
Simpelveld (Criterium)
Valkenswaard (Criterium)
- 1989 (Panasonic)

De Drie Zustersteden (Kermesse)
Omloop van de Westkust-De Panne (Kermesse)
Ulvenhout (Criterium)
Omloop van de Westhoek (Kermesse)
- 1991 (PDM)

Profonde van Pijnacker (Criterium)
Elsloo (Criterium)
Freiburg (Criterium)
- 1992 (PDM)

Acht van Chaam (Criterium)
Panningen (Criterium)
- 1994 (Festina)

Profonde van Pijnacker (Criterium)
Boxmeer (Criterium)

## Piazzamenti

### Grandi Giri
- Giro d'Italia

1986: 125º
1989: 132º
1990: 154º
- Tour de France

1987: 130º
1988: 138º
1989: fuori tempo (10ª tappa)
1990: 146º
1991: ritirato (10ª tappa)
1992: 127º
1993: ritirato (10ª tappa)
1994: ritirato (17ª tappa)
- Vuelta a España

1991: 107º
1992: 123º
1993: 110º
1994: 97º

### Classiche monumento
- Milano-Sanremo

1986: 98º
- Giro delle Fiandre

1991: 75º
- Parigi-Roubaix

1992: 60º
- Liegi-Bastogne-Liegi

1987: 93º

### Competizioni mondiali
- Campionati del mondo su strada

Villach 1987 - In linea: ritirato
- Giochi olimpici

Los Angeles 1984 - In linea: 44º